# Apfelberg (Gemeinde Knittelfeld)
Apfelberg ist eine Ortschaft und Streusiedlung sowie Katastralgemeinde der Stadtgemeinde Knittelfeld im Bezirk Murtal in der Steiermark.
Apfelberg war bis 2014 eine eigenständige Gemeinde mit zuletzt 1145 Einwohnern (Stand 31. Oktober 2013), wurde jedoch im Rahmen der steiermärkischen Gemeindestrukturreform mit der Gemeinde Knittelfeld zusammengeschlossen, die neue Gemeinde führt den Namen „Knittelfeld“ weiter.

## Geografie

### Geografische Lage
Apfelberg liegt am Nordfuß des 818 m hohen Gmeinberges. Das Gebiet erstreckt sich vom Südrand der Stadt Knittelfeld über das Aichfeld mit der Ortschaft Landschach bis zu den Ausläufern der Gleinalpe im Süden. Der tiefste Punkt ist bei 630 m an der Mur, der höchste Punkt bei 1178 m.

### Ehemalige Gemeindegliederung
Das ehemalige Gemeindegebiet umfasste folgende zwei Ortschaften (in Klammern Einwohnerzahl Stand 1. Jänner 2025):
- Apfelberg (208)
- Landschach (864)

Die Gemeinde bestand aus der einzigen Katastralgemeinde Apfelberg.

### Nachbargemeinden bis Ende 2014
| Spielberg bei Knittelfeld              | Knittelfeld                                 | Sankt Margarethen bei Knittelfeld |
| Spielberg bei Knittelfeld, Großlobming | Kompassrose, die auf Nachbargemeinden zeigt | Rachau                            |
| Großlobming                            | Kleinlobming                                | Kleinlobming                      |

## Geschichte
Die Freiwillige Feuerwehr Apfelberg wurde 1925 gegründet.

## Bevölkerung
Die Gemeinde hatte laut Volkszählung 2001 1086 Einwohner. 97,8 % der Bevölkerung besitzen die österreichische Staatsbürgerschaft. Zur römisch-katholischen Kirche bekennen sich 75,0 % der Einwohner, zur evangelischen Kirche 4,3 %, 17,4 % sind ohne religiöses Bekenntnis.

## Politik
Der Gemeinderat bestand zuletzt aus 15 Mitgliedern und setzte sich seit der Gemeinderatswahl 2010 aus Mandataren der folgenden Parteien zusammen:
- 10 SPÖ
- 4 ÖVP
- 1 FPÖ

Die SPÖ stellte mit Karl Bacher den Bürgermeister.

### Wappen
Blasonierung (Wappenbeschreibung):
„Im silbernen Schild mit wachsender gezinnter blauer Spitze im Dreipass hervorbrechende Lilien in verwechselten Farben.“
Die Verleihung des Gemeindewappens erfolgte mit Wirkung vom 1. Juli 1981.

## Kultur und Sehenswürdigkeiten

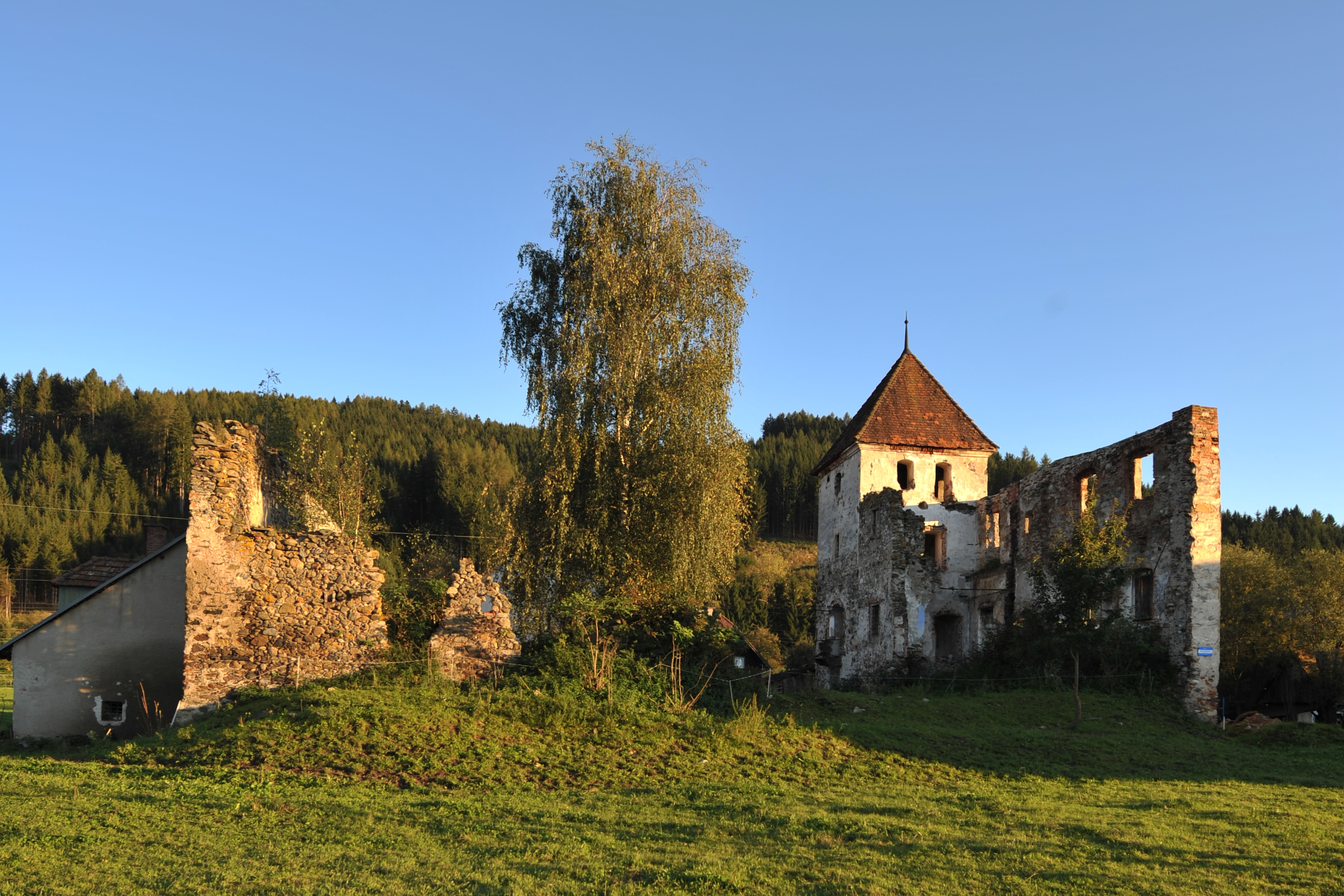
Ruine Einödhof

In Apfelberg befindet sich die Ruine Einödhof, ein ehemaliger Wehrhof.

## Wirtschaft und Infrastruktur
Laut Arbeitsstättenzählung 2001 gab es 30 Arbeitsstätten mit 206 Beschäftigten in der Gemeinde sowie 400 Auspendler und 151 Einpendler. Es gab 25 land- und forstwirtschaftliche Betriebe (davon 13 im Haupterwerb), die zusammen 878 ha bewirtschafteten (1999).
In Landschach befindet sich eine Volksschule.
Die Verkehrserschließung erfolgt über die Möbersdorferstraße L 543.

## Persönlichkeiten

### Ehrenbürger
- 1989 Hans Gross (1930–1992), Landeshauptmann-Stellvertreter
- 2014 Karl Bacher (* 1955), Bürgermeister von Apfelberg